# Wallace Davenport
Wallace Foster Davenport (New Orleans, 30 juni 1925 - aldaar, 18 maart 2004) was een Amerikaanse jazztrompettist.

## Biografie
Davenport leerde vanaf 7-jarige leeftijd trompet spelen. Op 13-jarige leeftijd speelde hij aanvankelijk met de Young Tuxedo Brass Band. In 1941 werkte hij met Papa Celestin. Daarna werd hij opgeroepen voor zijn dienst bij de Amerikaanse marine en speelde hij vier jaar in de Navy Band. Na de Tweede Wereldoorlog keerde hij terug in zijn geboortestad en opende hij zich jegens de swing en de bop. In 1947 nam hij op met Roy Brown. Vanaf 1953 ging hij met Lionel Hampton internationaal op tournee en in Parijs nam hij op met Mezz Mezzrow. Tussen 1964 en 1966 behoorde hij tot het orkest van Count Basie, waarmee hij ook opnam. Hij toerde verder met Ray Charles en Lloyd Price, met wie hij ook opnam.
In 1969 keerde hij terug naar New Orleans, waar hij versterkt dixieland speelde en zijn Wallace Davenport Gospel Singers formeerde. Op zijn eigen label My Jazz bracht hij opnamen uit met de eigen band. Hij bracht ook uit voor andere labels, zoals Darkness on the Delta (1972). In 1974 ging hij met George Wein op een Europese tournee en in 1976 met Panama Francis en Arnett Cobb. In hetzelfde jaar speelde hij ook weer bij Hampton en was hij betrokken bij de opnamen van het album New Orleans van Earl Hines. Hij trad ook meermaals op tijdens het North Sea Jazz Festival en in 1971 met Lionel Hampton. Tijdens de jaren 1980 werkte hij met de Alliance Hall Dixieland Band en met gospelgroepen als de Zion Harmonizers en Aline White. Hij begeleidde ook Frank Sinatra en Sammy Davis jr.. Hij speelde regelmatig in zijn geboortestad tijdens het New Orleans Jazz & Heritage Festival.

## Overlijden
Wallace Davenport overleed in maart 2004 op 78-jarige leeftijd.
- Bibliothèque nationale de France: cb140404599 (data)
- Gemeinsame Normdatei: 134355180
- International Standard Name Identifier: 0000 0000 7982 3085
- Library of Congress Control Number: no98005879
- MusicBrainz: 8bbe3021-0a90-4627-9e94-c815f0d2f954
- Nationale Bibliotheek van Tsjechië: xx0119448
- Virtual International Authority File: 7588993
- WorldCat: E39PBJxxcxHXJ4wBGjQc8JCvpP